# 문병서
문병서(文炳瑞, 1892년 10월 23일 ~ ?)는 일제강점기의 지방행정 관료이다.

## 생애
평안북도 룡천군 출신이다. 1911년부터 룡천군에서 근무하던 조선총독부 소속의 하급 관리였다.
1916년에 보통문관시험에 합격했고, 이후 1917년 평북 의주군 서기를 시작으로 주로 평안북도 지역에서 근무했다. 평안북도 도속, 선천군속, 평안북도 산업서기를 거쳐 희천군의 서무주임을 지냈으며, 1930년에 태천군 군수로 발령받았다. 1933년 희천군수에 임명되었고, 1935년에는 위원군 군수로 이동했다.
군수로 재직하던 1935년에 총독부가 조선인 공로자를 선정해 편찬한 《조선공로자명감》에 수록되어 있다. 솔선수범하며 부하를 독려하는 지방 목민관의 전형으로, "공리공론을 싫어하는 실행주의자"라는 인물평이 남아있다.
2008년에 민족문제연구소가 공개한 친일인명사전 수록예정자 명단 중 관료 부문에 선정되었다.

## 참고 자료
- 문병서(文炳瑞) - 국사편찬위원회